# Xiphinemella americanum
Xiphinemella americanum är en rundmaskart. Xiphinemella americanum ingår i släktet Xiphinemella och familjen Dorylaimidae. Inga underarter finns listade i Catalogue of Life.